# Del Martin

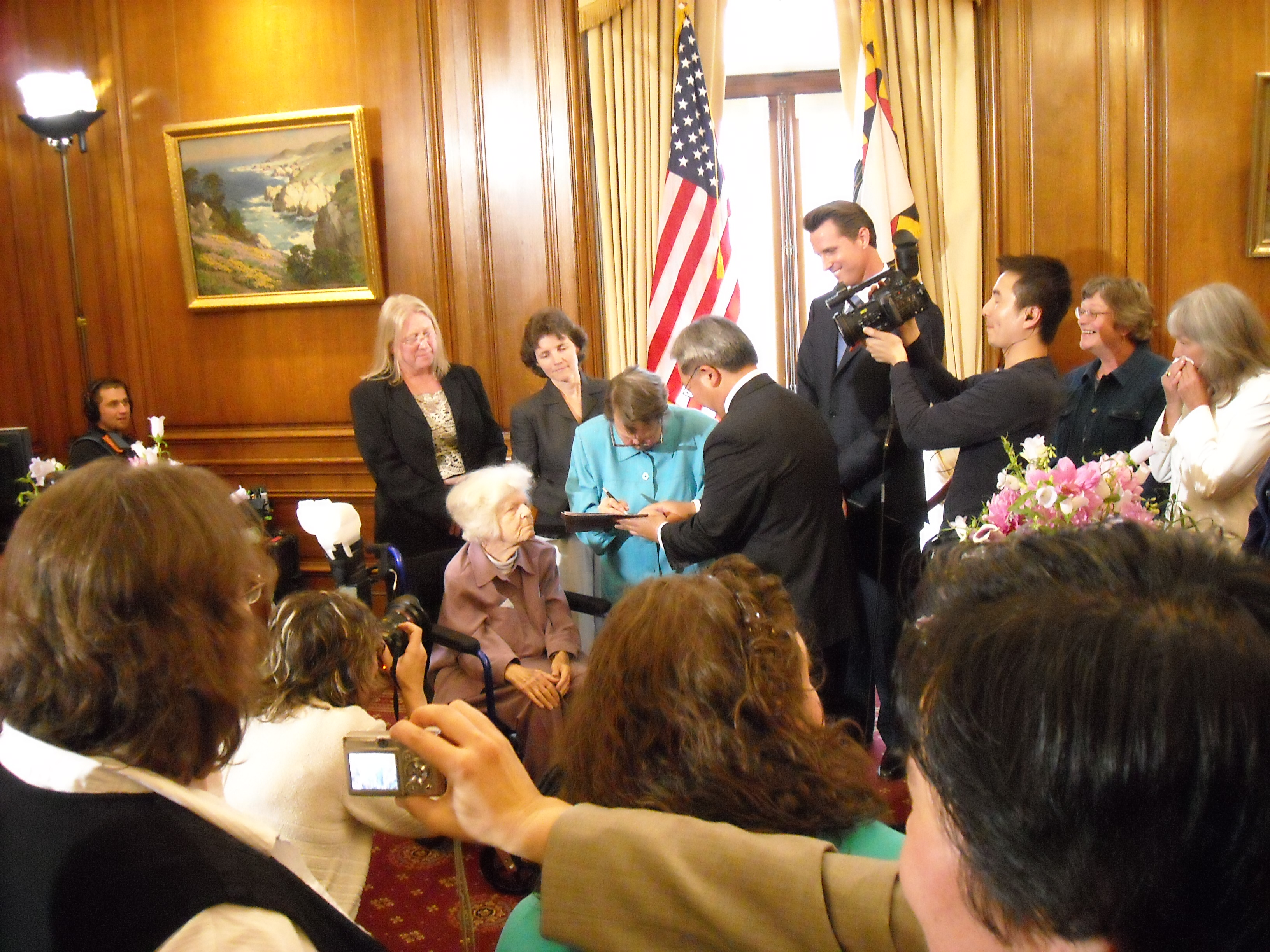
Ślub Martin i Lyon w San Francisco, 16 czerwca 2008 r.

Del Martin (ur. 5 maja 1921 w San Francisco, zm. 27 sierpnia 2008) – amerykańska dziennikarka, feministka oraz działaczka na rzecz LGBT.

## Życiorys
Od 1950 roku aż do śmierci związana była z Phyllis Lyon. Martin i Lyon w 1955 roku zostały współzałożycielkami Córek Bilitis (Daughters of Bilitis), pierwszej organizacji walczącej o prawa lesbijek. W 1956 roku Martin zaczęła wydawać The Ladder – pierwsze czasopismo adresowane do lesbijek. Del Martin była pierwszą lesbijką, która nie ukrywała swojej orientacji seksualnej, wybraną do rady National Organization for Women. W 1971 roku spowodowała przyjęcie przez radę rezolucji uznającej prawa lesbijek za kwestie feministyczne.
Publikując w 1976 roku Bite żony (Battered Wives), Del Martin stała się pionierem ruchu przeciwko przemocy w rodzinie, znaną w Stanach Zjednoczonych obrończynią kobiet doświadczających przemocy domowej. Prowadziła liczne wykłady na uczelniach w Stanach Zjednoczonych. W 1987 roku otrzymała doktorat Institute for Advanced Study of Human Sexuality. Na cześć Martin i Lyon powstałą w 1979 roku w San Francisco klinikę leczniczą dla kobiet nazwano Lyon-Martin Health Services.
16 czerwca 2008 roku w ratuszu w San Francisco 87-letnia Del Martin i 84-letnia Phyllis Lyon, jako pierwsze dwie kobiety w Kalifornii, zawarły związek małżeński. Martin i Lyon były jednymi z inicjatorów pozwu, który zaowocował wprowadzeniem małżeństw jednopłciowych w stanie. Były partnerkami przez ponad 55 lat.

## Publikacje książkowe
- Lesbian/Woman (1972)
- Lesbian Love and Liberation (1973)
- Battered Wives (1979)

## Filmy dokumentalne
- Last Call at Maud's[3], 1993, film o Martin i Lyon,
- No Secret Anymore: The Times of Del Martin & Phyllis Lyon[4], 2003, film biograficzny o Martin i Lyon w reżyserii Joana E. Birena.